# يويل رودريغيز
يويل رودريغيز أوتيرينو (بالإسبانية: Yoel Rodríguez Oterino)‏ (مواليد 28 أغسطس 1988 - فيغو ، إسبانيا) هو لاعب كرة قدم إسباني ، يلعب حاليًا لنادي إيبار الإسباني في مركز حراسة المرمى ، معارًا من نادي فالنسيا لموسم واحد من 11 يوليو 2016 وحتى 30 يونيو 2017.

## مسيرته الكروية

### بداياته
بدأ في كوليخيو هوغار سان روكي أو كما تترجم مدرسة هوغار سان روكي ثم انتقل لسيلتا فيغو وتدرج في الفئات العمرية ، وكانت بدايته مع الفريق الرديف عام 2006 ، وصعد للفريق الأول عام 2009.

### سيلتا فيغو
بدأ مع الفريق الرديف عام 2006 وأمضى ثلاث سنوات معه ، وبعد أدائه الجيد ، قرر النادي أن يكون له مكان في الفريق الأول لموسم 2009–2010 بعقد لمدة 3 سنوات قابلة للتمديد لسنتين في حالة موافقة النادي وموافقته.

في 1 سبتمبر 2009 كان أول ظهور رسمي له مع الفريق الأول في كأس ملك إسبانيا 2009–2010 أمام ريال يونيون ، وفي صيف 2010 استدعاه مدرب منتخب إسبانيا تحت 21 سنة لكرة القدم خوان رامون لوبيز كارو ليشارك في التدريبات ، وبالتالي يكون مؤهلًا للحصول على مكان في المنتخب الإسباني مثل ما فعل غيره من حراس المرمى في دوري الدرجة الأولى.

وفي موسم 2011–2012 ، شارك معه سيرخيو ألفاريز مهمة حراسة المرمى ، على الرغم من الإصابات التي تعرض لها ومنعته من لعب المباريات الحاسمة (مباريات الترقية إلى دوري الدرجة الأولى) والتي فاز فيها سيلتا فيغو وصعد إلى دوري الدرجة الأولى بعد خمس سنوات من الغياب.

### نادي لوغو
في موسم 2012–2013 وبعد عودة سيلتا فيغو إلى دوري الدرجة الأولى والتوقيع مع خافي فاراس معارًا من نادي إشبيلية والإبقاء على سيرخيو ألفاريز في حراسة المرمى ، تم إعارة يويل إلى نادي لوغو في دوري الدرجة الثانية وقتها ، وشارك مع الفريق في 33 مباراة جميعها في الدوري ، وكان احتياطيًّا في مباراة كأس ملك إسبانيا 2012–2013 أمام راسينغ سانتاندير وشارك مكانه خوسيه خوان فيغيراس ، وانتهت المباراة بفوز راسينغ سانتاندير بهدف دون مقابل وودّع الفريق البطولة.

### العودة إلى سيلتا فيغو
بعد انتهاء إعارته إلى نادي لوغو في 30 يونيو 2013 عاد يويل ليشارك مع الفريق ، وشارك لأول مرة في دوري الدرجة الأولى موسم 2013–2014 أمام إسبانيول وانتهت المباراة بنتيجة 2–2 ، وأدى أداؤه المتميز في هذه المباراة لأن يصبح الحارس الأساسي للفريق طوال الموسم تحت قيادة لويس إنريكي ، ولعب 35 مباراة في الدوري من 38 مباراة ، وكان احتياطيًّا في الثلاث مباريات الأخرى في الأسابيع الأخيرة من الدوري أمام أوساسونا وريال مدريد وفالنسيا ، وشارك سيرخيو ألفاريز مكانه.

## روابط خارجية
- يويل رودريغيز على موقع قاعدة بيانات كرة القدم.إي يو (الإنجليزية)
- يويل رودريغيز على موقع Soccerbase.com (لاعب) (الإنجليزية)
- يويل رودريغيز على موقع Soccerway.com (الإنجليزية)
- يويل رودريغيز على موقع AS.com (الإسبانية)